# Kota Pinang (plaats)
Kota Pinang is een bestuurslaag in het regentschap Labuhan Batu Selatan van de provincie Noord-Sumatra, Indonesië. Kota Pinang telt 19.429 inwoners (volkstelling 2010).